# Elettrione (figlia di Elio)
Elettrione (in greco antico: Ἠλεκτρυώνην?, Ilektryónin) o Alectrona è un personaggio della mitologia greca.

## Genealogia
Figlia di Helios e della ninfa Rodo e sorella degli Eliadi.
Non ci sono notizie su sposi o progenie.

## Mitologia
Morì vergine e fu venerata come eroina sull'isola di Rodi.
Alcuni ritengono che fosse una dea del risveglio mattutino, o di ciò che induce al momento del destarsi dal sonno. 

La forma dorica del suo nome è simile alla parola greca "gallo" (Alectrona, il genitivo femminile di Αλεκτορ, Alektor, l'antica parola greca per "gallo"), mentre la forma attica Electryone è simile alla parola "ambra" (Ἠλέκτρα, Elektra), come nel colore ambrato dell'alba (al contrario del tramonto ed implicito nel fatto che Helios era suo padre). 
 Naturalmente, entrambi i nomi sarebbero adatti ad una dea solare.
Una tavoletta di marmo del III secolo a.C. e rinvenuta a Ialiso, contiene un'iscrizione sui regolamenti per i visitatori del tempio di Alectrona.